# Pycnomerus basilewskyi
Pycnomerus basilewskyi es una especie de coleóptero de la familia Zopheridae.

## Distribución geográfica
Habita en Tanganica.